# Giovanni III Crispo
Giovanni III Crispo (zm. 1494) – wenecki władca Księstwa Naksos w latach 1480–1494. 

## Życiorys
Był synem Francesco II Crispo i bratem Giacomo III Crispo. Jego następcą został jego syn Francesco III Crispo. 